# Poboleda
Poboleda är en kommun och ort i Spanien.   Den ligger i provinsen Província de Tarragona och regionen Katalonien, i den östra delen av landet, 400 km öster om huvudstaden Madrid. Antalet invånare är 370.
Terrängen runt Poboleda är kuperad. Runt Poboleda är det ganska glesbefolkat, med 34 invånare per kvadratkilometer. Närmaste större samhälle är Mont-roig del Camp, 19,0 km sydost om Poboleda. 